# Export-Import Bank of China
The Export-Import Bank of China (China Exim Bank) (中國進出口銀行T, 中国进出口银行S, Zhōngguó Jìnchūkǒu YínhángP) è una delle tre banche istituzionali cinesi 
 costituite per attuare le politiche statali nell'industria, nel commercio estero, nell'economia e negli aiuti esteri ai paesi in via di sviluppo e fornire sostegno finanziario per promuovere l'esportazione di prodotti e servizi cinesi. Fondata nel 1994, è soggetta al controllo del Consiglio di Stato della Repubblica Popolare Cinese.

## Obiettivo
The Export–Import Bank of China è una banca istituzionale e insieme alle altre istituzioni politiche cinesi (compresa SINOSURE che si occupa di assicurazioni) attua le politiche economiche del governo cinese. L'obiettivo della banca è promuovere il commercio estero e gli investimenti. I prestiti commerciali sono i pilastri della banca.
L'attività finanziaria comprende i crediti all'esportazione, principalmente nei settori delle infrastrutture (strade, centrali elettriche, oleodotti e gasdotti, telecomunicazioni e progetti idrici), e finanziamenti agli investimenti delle imprese cinesi che operano all'estero nei settori energetico, minerario e industriale. Un'altra funzione è amministrare prestiti agevolati che sono senza interessi o con interessi molto bassi forniti come aiuti esteri dal governo cinese. China Exim Bank è l'unico fornitore di prestiti agevolati del governo cinese.
China Exim Bank non pubblica dati sui prestiti esteri, tuttavia, funzionari statunitensi stimano che finanzi più del totale dei finanziamenti delle esportazioni dei paesi del G7.
Il Financial Times ha stimato che nel 2009 e nel 2010 China Exim Bank e China Development Bank (CDB) abbiano complessivamente deliberato prestiti per almeno 110 miliardi di dollari a governi e società di paesi in via di sviluppo, più della Banca mondiale nello stesso periodo.
Le istituzioni rivali di finanziamento delle esportazioni hanno visto un calo di influenza, come la Export–Import Bank of the United States (EXIM), il cui presidente Fred Hochberg si è lamentato del fatto che China Exim Bank non segua le linee guida emanate dall'OCSE, traendone quindi un indebito vantaggio.

## Aiuto alle esportazioni
China Exim Bank fa parte del sistema cinese di aiuto alle esportazioni e amministra il "Programma di prestito agevolato" (两优贷款业务T), che è formato dal prestito agevolato (优惠贷款T) e dal credito privilegiato all'acquirente (优惠买方信贷T).
Per i prestiti agevolati, la banca concede un prestito senza interessi o a tasso molto basso a un governo o a un'agenzia di un paese in via di sviluppo per realizzare un progetto
(p.es. una centrale elettrica, una strada, un impianto di trattamento delle acque); la durata del prestito concesso è sino a 20 anni con un preammortamento massimo di 7 anni.
Il credito privilegiato per l'esportazione viene fornito a un mutuatario straniero per l'acquisto di beni o servizi cinesi (p.es., un imprenditore edile che realizza un impianto).
Come il prestito agevolato, anche questo tipo di prestito è sovvenzionato dal governo cinese e i tassi di interesse sono inferiori ai tassi di mercato, intorno al 3-6%.
Il credito privilegiato per l'esportazione è generalmente classificato come un prestito commerciale piuttosto che un aiuto estero nonostante che il tasso di interesse sia molto basso perché lo scopo è quello di promuovere le esportazioni cinesi.
Questi due tipi di prestiti costituiscono una parte importante del sostegno finanziario per la Nuova via della seta cinese.
Durante la pandemia di COVID-19, China Exim Bank ha concesso al governo dell'Angola una riduzione del debito per un importo non comunicato.
Nel 2022, China Exim Bank ha firmato un accordo con il gruppo immobiliare ESR Group di Hong Kong per 1 miliardo di dollari da investire in progetti infrastrutturali nei paesi dell'ASEAN.
Nel quadro della crisi finanziaria che ha colpito lo Sri Lanka nel 2022, in data 7 marzo 2023 China Exim Bank ha inviato una lettera al Fondo Monetario Internazionale accettando la ristrutturazione del debito.

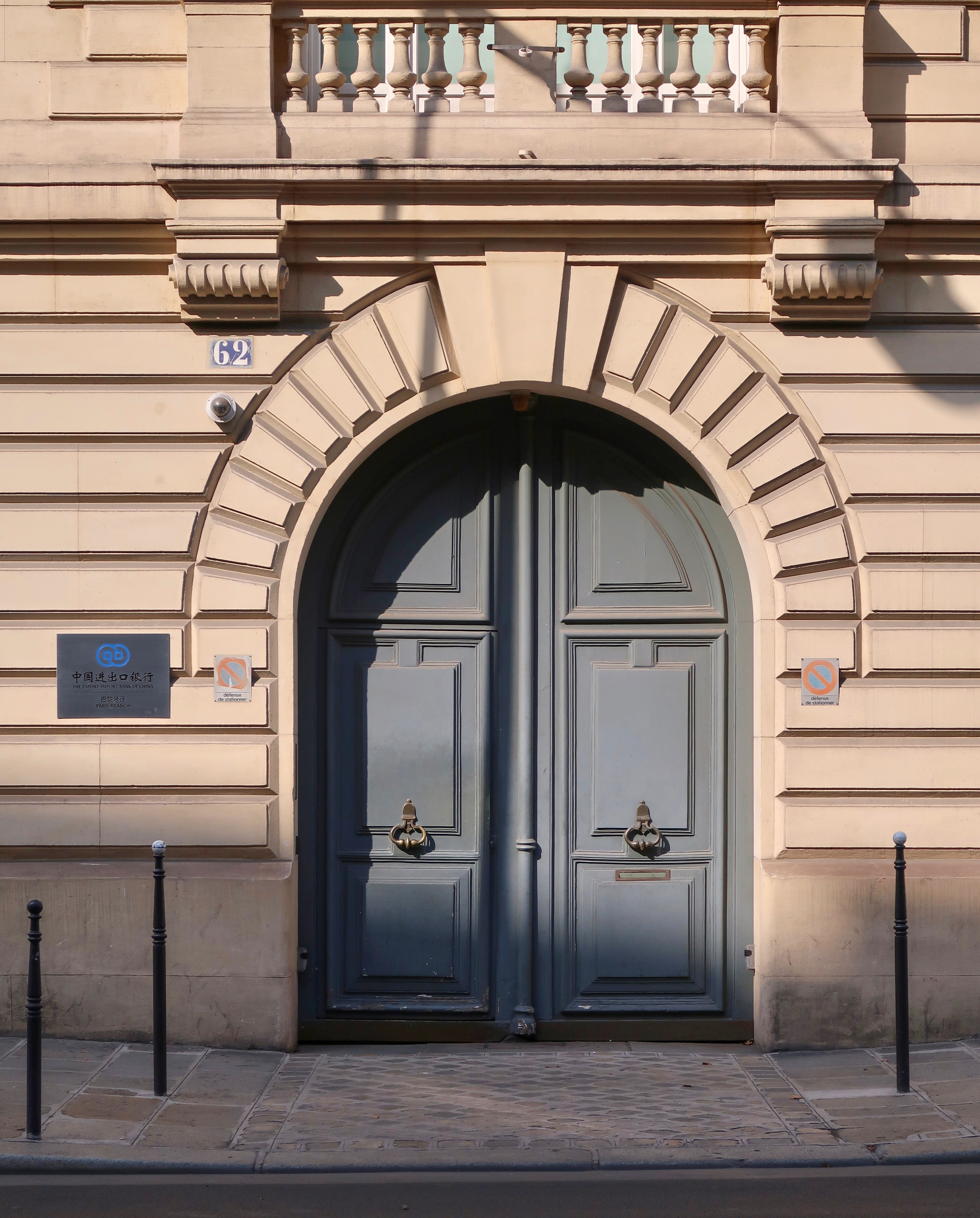
Filiale di Parigi

## Operatività
China Exim Bank ha la sede a Pechino al numero 30 di Fuxingmennei Street, distretto di Xicheng, e agisce tramite 32 filiali nella Cina continentale.
Inoltre ha una filiale a Parigi al numero 62 di rue de Courcelles, 8º arrondissement
e quattro uffici di rappresentanza:
- Hong Kong
- San Pietroburgo (Russia)
- Johannesburg (Sudafrica), per l'Africa sud-orientale
- Rabat (Marocco), per l'Africa nord-occidentale

## Pubblicazioni
- (ZH, EN) 2021 Annual Report (PDF), Pechino, The Export–Import Bank of China, 2022.